# Nora (Nebraska)
Nora es una villa ubicada en el condado de Nuckolls en el estado estadounidense de Nebraska. En el Censo de 2010 tenía una población de 21 habitantes y una densidad poblacional de 21,34 personas por km².

## Geografía
Nora se encuentra ubicada en las coordenadas 40°9′51″N 97°58′26″O / 40.16417, -97.97389. Según la Oficina del Censo de los Estados Unidos, Nora tiene una superficie total de 0.98 km², de la cual 0.98 km² corresponden a tierra firme y (0%) 0 km² es agua.

## Demografía
Según el censo de 2010, había 21 personas residiendo en Nora. La densidad de población era de 21,34 hab./km². De los 21 habitantes, Nora estaba compuesto por el 80.95% blancos, el 0% eran afroamericanos, el 0% eran amerindios, el 0% eran asiáticos, el 0% eran isleños del Pacífico, el 19.05% eran de otras razas y el 0% pertenecían a dos o más razas. Del total de la población el 19.05% eran hispanos o latinos de cualquier raza.